# 7182 Robinvaughan
7182 Robinvaughan (1991 RV1) là một tiểu hành tinh vành đai chính được phát hiện ngày 8 tháng 9 năm 1991 bởi E. F. Helin ở Palomar.